# Passagem aérea
Passagem aérea é o método de ingresso para as viagens de avião. As companhias aéreas vendem a passagem para o comprador, que a apresenta no setor de embarque. Somente com uma passagem aérea pode-se viajar de avião. Atualmente, as companhias aéreas utilizam o chamado e-ticket (eletronic ticket), emitido pela internet, ou por telefone. Assim, quando o passageiro se apresenta no balcão de check-in da companhia, recebe o cartão de embarque (boarding pass). É possível comprar esta passagem no site das companhias aéreas, ou em agências de turismo.
Utilizava-se, até pouco tempo atrás, os tickets de papel, emitidos apenas em agências de turismo. Hoje, para embarcar com este ticket, muitas companhias cobram um extra, já que esse tipo de emissão é caro. No Brasil nenhuma empresa aérea trabalha mais com os tickets de papel.
Nos últimos anos passou a ser comum as companhias aérea brasileiras fazerem promoções de passagens aéreas nos seus sites.
Motores de buscas de passagens aéreas tem auxiliado muito passageiros a adquirirem suas passagens com preços bem mais em conta. Eles auxiliam o passageiro a pesquisar em diversos sites de companhias aéreas e mostram as melhores tarifas para que o passageiro encontre o melhor preço para sua passagem.
1. ↑  Türk, Ahmet İlker. «Passagem aérea». Consultado em 6 de abril de 2023